# Elizabeth Craig
Elizabeth Craig   (Brockville, 26 de setembre de 1957), sovint anomenada Betty Craig és una remadora canadenca, ja retirada, que va competir durant les dècades de 1970 i 1980.
El 1976 va prendre part en els Jocs Olímpics d'Estiu de Mont-real on, fent parella amb Tricia Smith, fou cinquena en la prova del dos sense timoner del programa de rem. Tot i estar seleccionada pels Jocs Olímpics de Moscou de 1980, el boicot canadenc va impedir-ne la seva participació. Hagué d'esperar als Jocs de Los Angeles de 1984 per disputar uns segons Jocs Olímpics. Fent parella amb Tricia Smith guanyà la medalla de plata en la prova del dos sense timoner del programa de rem. En acabar aquests Jocs es va retirar, però el 1987 tornà a competir per guanyar el campionat canadenc. En el seu palmarès també destaquen dues medalles de plata i tres de bronze al Campionat del món de rem, entre 1977 i 1983.